# 阿尔内吉
阿尔内吉（法語：Arnéguy，法語發音：[aʁneɡi]）是法国大西洋比利牛斯省的一个市镇，与西班牙接壤，属于巴约讷区。

## 地理
阿尔内吉（43°6'33"N, 1°16'52"W）面积21.21 平方千米，位于法国新阿基坦大区大西洋比利牛斯省，该省份为法国东南部省份，涵盖了贝阿恩与北巴斯克，西临大西洋比斯開灣，北至朗德省，东北接热尔省，东临上比利牛斯省，南与西班牙接壤。
与阿尔内吉接壤的市镇（或旧市镇、城区）包括：拉斯、圣米歇尔、于阿尔特锡兹、巴尔卡洛斯、奥尔瓦伊塞塔。
阿尔内吉的时区为UTC+01:00、UTC+02:00（夏令时）。

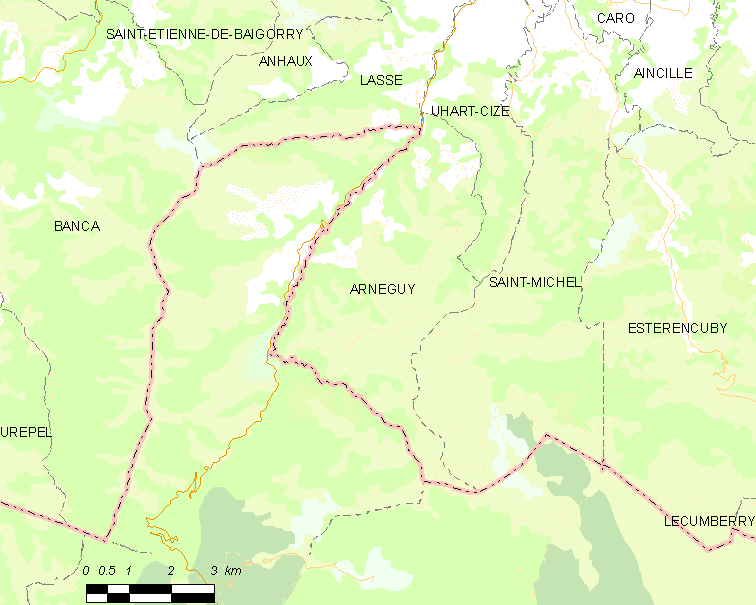
阿尔内吉的OSM定位图

## 行政
阿尔内吉的邮政编码为64220，INSEE市镇编码为64047。

## 政治
阿尔内吉所属的省级选区为巴斯克山地县。

## 人口

1962-2008年间阿尔内吉人口变化图示

阿尔内吉于2022年1月1日时的人口数量为238人。